# أكسل أولين
أكسل أولين (بالسويدية: Axel Ohlin)‏ هو عالم قشريات ‏ سويدي، ولد في 31 يوليو 1867 في Visingsö ‏ في السويد، وتوفي في 12 يوليو 1903 في Sävsjö ‏ في السويد.